# Louis Gouzot
Louis Gouzot, né le 25 février 1827 à Paleyrac et mort le 21 août 1895 à Auch, est un prélat français qui fut évêque de Gap de 1884 à 1888, puis archevêque d'Auch de 1888 à 1895.

## Biographie
Après des études au séminaire de Saint-Sulpice, Louis Gouzot est ordonné prêtre le 23 novembre 1851 pour le diocèse de Périgueux. Curé et chanoine honoraire de la cathédrale Saint-Front de Périgueux, il est nommé évêque de Gap le 28 novembre 1883 mais ne reçoit ses bulles pontificales que le 27 mars 1884. Sacré le 2 juin suivant en la cathédrale de Périgueux par l'ordinaire des lieux, il prend possession de son diocèse le 25 juin.
Moins de trois ans plus tard, il est préconisé pour le siège d'Auch, le 2 mai 1887. Confirmé par le pape Léon XIII le 26 mai, il reçoit le 4 août en la primatiale Sainte-Marie d'Auch le pallium des mains du cardinal Desprez, archevêque de Toulouse. Il meurt primat de Novempopulanie et de Navarre le 21 août 1895 à Auch.

## Armes
Losangé d'or et d'azur, qui est Gouzot, à la croix haute d'argent soutenue d'un cœur de gueules.